# Alice Tisdale Hobart
Alice Tisdale Hobart geb. Nourse (* 28. Januar 1882 in Lockport, NY; † 14. März 1967 in Oakland, Kalifornien) war eine US-amerikanische Schriftstellerin.
Sie heiratete am 29. Juni 1914 den amerikanischen Geschäftsmann Earl Tisdale Hobart, mit dem sie 20 Jahre in China lebte. Sie schrieb Reiseberichte und Romane mit dem Thema des Gegensatzes zwischen östlicher und westlicher Mentalität.
Ihr bekanntester und erfolgreichster Roman war Petroleum für die Lampen Chinas. Spätere Romane spielten in Mexiko und Kalifornien und befassten sich mit dem sozialen und industriellen Aufschwung in den USA.

## Werke
- China-Trilogie:
  - Petroleum für die Lampen Chinas
  - Strom, du Schicksal – Roman um den Jangtsekiang
  - Haus der heilenden Hände (Yang and Yin)
- Die arglosen Träumer
- Diese Erde ist mein
- Im Zeichen der Schlange
- Tal der Unruhe
- Das Pfauenrad
- Abenteuer im Fernen Osten
- In der Heimat

## Verfilmungen
- 1935: Öl für die Lampen Chinas (Oil for the Lamps of China)
- 1941: Flucht in die Tropen (Law of the Tropics) – nach dem Roman Oil for the Lamps of China
- 1959: Diese Erde ist mein (This Earth is Mine) – nach dem Roman The Cup and the Sword